# Lee Young-ju
Lee Young-ju (* 22. April 1992 oder 28. Januar 1993) ist eine südkoreanische Fußballnationalspielerin, welche bei Madrid CFF unter Vertrag steht.

## Karriere

### Vereine
Lee spielte für den Armee-Sportverein im WK-League, Boeun Sangmu, von 2013 bis 2016. Deswegen bleibt sie noch heute Unteroffizierin der südkoreanischen Reserve. Seit dem 30. Juni 2016 spielte Lee für den Verein Incheon Hyundai Steel Red Angels. Im Januar 2022 wechselte sie nach Spanien zu Madrid CFF.

### Nationalmannschaft
Lee ist seit dem Jahr 2014 Mitglied der A-Nationalmannschaft und vertrat ihr Land bei der Weltmeisterschaft 2019, wo sie im Eröffnungsspiel gegen die Nationalmannschaft Frankreichs 69 Minuten lang zum Einsatz kam. Darüber hinaus gehörte sie dem Kader für die Asienmeisterschaften 2014 und 2018 an. Am 5. Juli 2023 wurde sie für die WM 2023 nominiert.

## Erfolge und Auszeichnungen
Erfolge
- Koreanischer Meister 2016, 2017, 2018, 2019, 2020, 2021 (mit Incheon Hyundai Steel Red Angels)